# Младен Плоскић
Младен Плоскић (Добој, 19. јули 1984) је српски каратиста. Изабран је за најбољег спортисту Републике Српске за 2011. годину. Тренутни је првак Републике Српске у каратеу и освајач купа Републике Српске у апсолутној категорији 2011. Младен је првак свијета у каратеу у апсолутној категорији (2011. Чешка).

## Живот
Рођен је 1984. у Добоју. Каратеом је почео да се бави 1995. године. Носилац је црног појаса I дан.
Два пута је освојио друго мјесто на Свјетском првенству у каратеу 2007. (Италија) и 2009. (САД). Као репрезентативац Републике Српске на осмом Свјетском сениорском првенству у каратеу 2011. у Либерецу (Чешка), освојио је златну медаљу у апсолутној категорији појединачно, а бронзу у екипном наступу.
Проглашен је 21. децембра 2011. за најбољег спортисту Републике Српске.
| „ | Као каратиста и репрезентативац Републике Српске трудио сам се да представим Српску у најбољем свјетлу и зато ми је драго што Република Српска сада мене представља у најбољем свјетлу. | ” |

Дипломирао је на Факултету за економију и менаџмент и запослен је као комерцијалиста. Члан је карате клуба „Слога Хемофарм“ из Добоја. Ради као карате тренер млађих селекција у матичном клубу.